# Pinus balfouriana
Pinus balfouriana, el pino de Balfour, es una especie arbórea de la familia de las pináceas. Es un pino raro que es endémico de California, Estados Unidos, donde se encuentra en dos zonas con una subespecie separada en cada una, la subespecie balfouriana típica en los montes Klamath, y subespecie austrina en el sur de Sierra Nevada.

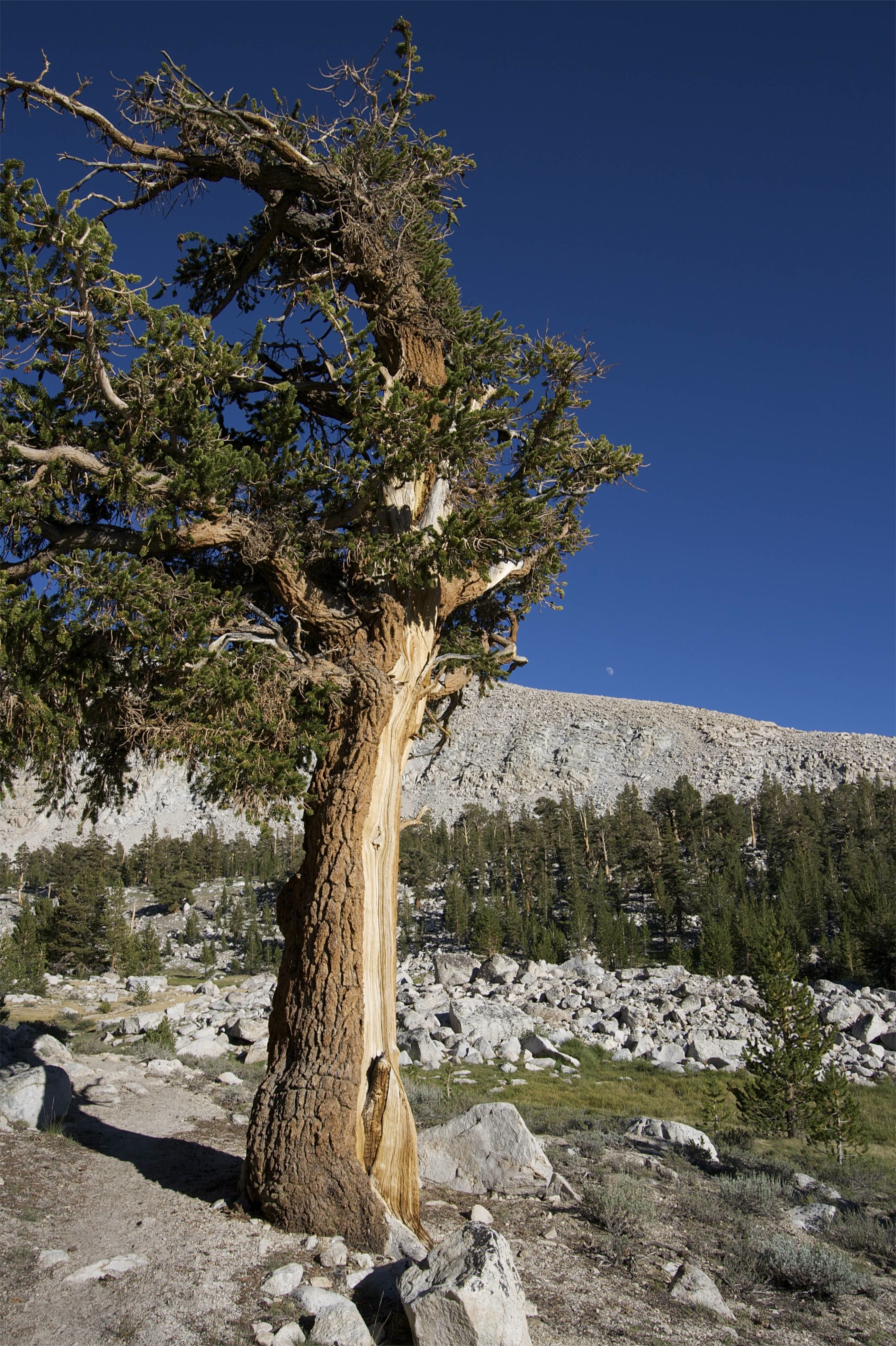
Un pino de Balfour en el sur de Sierra Nevada.

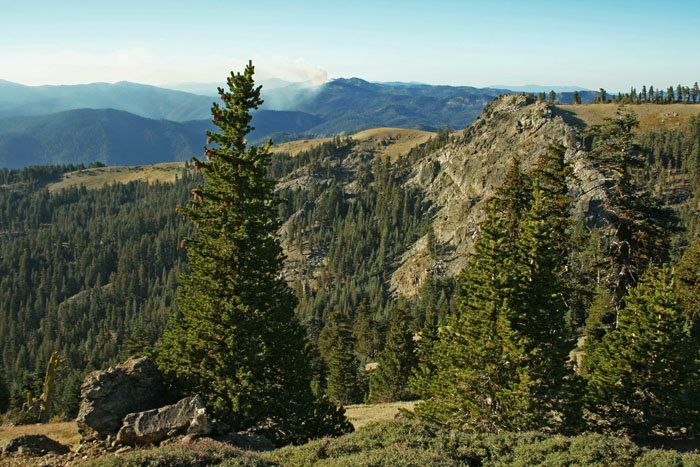
Un pino de Balfour, Pinus balfouriana, en el área silvestre de Yolla Bolly-Middle Eel.

## Área de distribución
Pinus balfouriana, los pinos de Balfour, aparecen en bosques subalpinos en estas montañas: con una altura de 1.950-2.750 m s. n. m. en la cordillera Klamath, y 2.300-3.500 m s. n. m. en Sierra Nevada. En Sierra Nevada, los pinos de Balfour se limita a la zona alrededor de los parques nacionales Sequoia y Parque nacional Cañón de los Reyes. En ambas zonas, a menudo es una especie de la línea de árboles.

## Descripción
El pino de Balfour, Pinus balfouriana, es un árbol de hasta 10-20 m de alto, excepcionalmente 35 m, y hasta 2 m de diámetro de tronco. Las hojas son aciculares, en racimos de cinco (o a veces cuatro, en el sur de la Sierra) con una vaina basal semi-persistente, y 2-4 cm de largo, verde brillante intenso en la cara exterior, y blanco en las caras interiores; persisten durante 10–15 años. Los estróbilos tienen 6-11 cm de largo, púrpura oscuro madurando a pardo rojizo, con escamas suaves y flexibles cada una y una espina central de un milímetro.

### Antigüedad
Se cree que el pino de Balfour puede vivir hasta 3.000 años en la Sierra Nevada, aunque la edad más acreditada actualmente es de 2.110 años. En los montes Klamath, solo se conocen edades de 1000 años.
El pino de Balfour está estrechamente relacionado con otras dos especies, estando clasificados en la misma subsección Balfourianae; se ha hibridado con el pino longevo en cultivo, aunque nunca se ha encontrado un híbrido en estado silvestre.

## Taxonomía
Pinus balfouriana fue descrito por John Hutton Balfour y publicado en Bot. Exped. Oregon  8: no. 618, 1, pl. 3, f. 1. 1853.
Etimología
Pinus: nombre genérico dado en latín al pino.
balfouriana: epíteto